# اليوم الأسود (مسلسل)
اليوم الأسود، مسلسل تلفزيوني كويتي بدأ عرضه في رمضان 2017، من تأليف فهد العليوة وإخراج أحمد يعقوب المقلة وإنتاج صباح بيكتشرز.

## بطولة
- حسن البلام بدور عدنان
- إلهام الفضالة بدور أميرة
- محمود بوشهري بدور فيصل
- شجون الهاجري بدور زينب
- عبدالله بوشهري بدور فهد
- نور الغندور بدور داليا
- اسيل عمران بدور يارا
- زينب غازي بدور سارة
- سعود بوشهري عماد
- منال سلامة بدور هالة
- عبدالمحسن القفاص بدور محمد
- ريم ارحمة بدور نورة
- يوسف البلوشي بدور فارس
- عيسى ذياب بدور رائد
- أحمد مساعد بدور سعود
- أحمد الهزيم بدور أبو عدنان
- مي البلوشي بدور أمينة
- امل عباس بدور أم عدنان

## تمثيل
- فوزية حميد .. بدور طيبة
- أمل محمد .. بدور ام داليا
- صادق الدبيس .. بدور حمد
- إسماعيل الراشد .. أبو زينب
- يوسف محمد .. بدور غانم
- سناء القطان .. بدور عالية
- ياسر الحداد
- يوسف العطية .. بدور ناصر
- نواف الفضلي .. بدور بدور فواز
- رتاج العلي .. بدور مريم
- ملك بو زيد .. بدور ميرا
- شيماء قمبر .. أمل